# Jabur (Tigris)
El río Jabur (en kurdo: Xabûr, Ava Xabûr; en árabe: خابور; en turco: Habur, Khabir)  es río que nace en Turquía y se une al río Tigris en Irak. El río nace en el Distrito Uludere en Turquía y surge de una serie de pequeños ríos que fluyen fuera de la cordillera Bolkar al sudeste de Hakkari. A partir de ahí, generalmente fluye hacia el sur, cruzando la frontera turco-iraquí en el Kurdistán iraquí antes de girar al oeste hacia el Tigris. Zajo es una ciudad importante a lo largo del río, donde el antiguo Puente Delal cruza el río.